# American Recordings
Américan Recórdings — американский лейбл звукозаписи, базирующийся в Лос-Анджелесе и занимающийся продюсированием записей артистов в различных жанрах. Руководителем лейбла со дня основания является музыкальный продюсер Рик Рубин, а функцию дистрибьютора в настоящее время делят между собой Sony Music Entertainment и Universal Republic Records. Самыми успешными артистами лейбла стали группы Slayer, The Black Crowes, Danzig и System of a Down, а также музыканты Блэк Фрэнсис и Джонни Кэш.

## История компании
Лейбл был создан Риком Рубином в 1988 году, после его ухода из Def Jam Recordings, и первоначально имел название Def American Recordings. Первым исполнителем, подписавшим контракт с лейблом, стала группа Slayer (которая последовала за Рубином с Def Jam). Позже к ней присоединились такие коллективы как Danzig, The Four Horsemen, Masters of Reality, Wolfsbane, а также инди-рокеры The Jesus and Mary Chain и спорный стендап-комик Эндрю Дайс Клей. Рубин продолжил сотрудничество с музыкой в жанре хип-хоп путём подписания контрактов с группами Geto Boys и Sir Mix-a-Lot.
Первым большим успехом лейбла стал выход в 1990 году дебютного альбома группы The Black Crowes «Shake Your Money Maker», который быстро стал платиновым. Следующий альбом группы — «The Southern Harmony and Musical Companion», вышедший в 1992 году, стал первым альбомом No.1 в истории American Recordings. В то же время группа Sir Mix-a-Lot записала на лейбле популярную песню «Baby Got Back», которая помогла их пластинке «Mack Daddy» разойтись платиновыми тиражами. Альбомы хеви-металлических групп Slayer и Danzig также были коммерчески успешны, получив сертификаты о золотом статусе сразу в нескольких странах. Рик Рубин самостоятельно продюсировал большинство записей своего лейбла.
В 1993 году Рубин поменял название компании на American Recordings. Преименование произошло потому, что убрав слово Def из названия фирмы, Рик планировал сохранить её анти-истеблишментский статус.

### Подразделения
American Recordings имеет несколько дочерних (подконтрольных) лейблов:
- Onion Records
- Ill Labels
- Wild West
- White Labels
- Infinite Zero

## Структура распространения
Первым релизом Def American стала пластинка Reign in Blood группы Slayer, которая, по иронии, имела логотип Def Jam на обложке. Но директор Def Jam Расселл Симмонс отказался выпустить этот альбом, поскольку чувствовал, что музыка Slayer не соответствует стилю лейбла, и дистрибьютор Def Jam, Columbia/CBS Records будет против выхода пластинки. В итоге, альбом был выпущен с помощью лейбла Geffen Records, и Рубин передал им права на выпуск других альбомов лейбла.
Дебютный альбом группы Danzig 1988 года стал первым, вышедшим под логотипом Def American. Первоначально выпуск альбома должен был проходить через Geffen Records с помощью Warner Bros. Records, но когда Geffen отказался сотрудничать с группой Geto Boys и возникли противоречия, права на выпуск Danzig и других альбомов компании American Recordings получила Warner Bros. Records. Это сотрудничество продлилось до 1997 года, но затем отношения были разорваны, вследствие чего дистрибьютор лейбла неоднократно менялся.
Дистибьюторами лейбла American за годы существования были:
- Geffen Records с помощью Warner Bros. Records (1988—1990).
- Warner Bros. Records самостоятельно выпускало альбомы с данного лейбла (1990−1997).
- В 1997 году Рубин подписал договор с Columbia/SME Records о распространении своей продукции, продлившееся до 2001 года.
- В 2001 году Universal Music Group (по иронии на тот момент владельцы Geffen Records), через своё подразделение Island Def Jam Music Group получила права на распространение.
- В 2005 году не включая записи Джонни Кэша, лейбл вернулся к Warner Bros. Records. За пределами США распространением занимался BMG вплоть до соединения с Columbia Records.
- В 2007 году Warner Bros. Records приобрёл права на музыкальный каталог American Recordings, включавший песни таких исполнителей, как Джонни Кэш, The Black Crowes, The Jayhawks, Slayer, и Danzig.

В середине 2007 года, после юридического сражения между Warner и Рубином по деталям их прежней договоренности, каталог лейбла был передан компании Sony BMG (теперь Sony Music Entertainment). В 2012 году лейбл на некоторое время вышел из состава фирмы, и Рубин подписал контракт с Universal Republic Records, передав компании полномочия дистрибьютора. В рамках нового сотрудничества был выпущен альбом ZZ Top «La Futura» и сингл The Avett Brothers «The Carpenter». В настоящее время Sony Music и Republic Records вынуждены делить между собой дистрибуцию записей лейбла.